# Parc nacional de Lobéké
El Parc Nacional Lobéké, que forma part de la conca del Congo, es troba a l'extrem sud del Camerun. Abasta una superfície de 217.854 ha. Fundat el 19 de març del 2001, la gestió del parc és part de la iniciativa de conservació transfronterera, coneguda com la Trinacional de la Sangha (TNS). Es tracta d'un paisatge de conservació de la biodiversitat de prioritat, que inclou, a més del Parc Lobéké, la Reserva Nacional Especial Dzangha-Sangha (CAR) i el Nouabalé-Ndoki Nacional (Congo-Brazzaville). Lobéké té una xarxa de clars pantanosos, especialment al costat est del parc.